# 1537
Відродження •  Реформація •  Доба великих географічних відкриттів •  Ганза

## Геополітична ситуація
Османську державу очолює Сулейман I Пишний (до 1566). Імператором Священної Римської імперії є Карл V Габсбург (до 1555). У Франції королює Франциск I (до 1547).
Середню частину Апеннінського півострова займає Папська область. Неаполітанське королівство на півдні захопила Іспанія. Венеційська республіка залишається незалежною, Флорентійське герцогство, Генуя та герцогство Міланське входять до складу Священної Римської імперії.
Іспанським королівством править Карл I (до 1555). В Португалії королює Жуан III Благочестивий (до 1557).
Генріх VIII є королем Англії (до 1547). Королем Данії та Норвегії — Кристіан III (до 1559). Королем Швеції — Густав I Ваза (до 1560). Королем частини Угорщини та Богемії є римський король Фердинанд I Габсбург (до 1564). На більшій частині Угорщини править Янош Запольяї як васал турецького султана. У Польщі королює Сигізмунд I Старий (до 1548), він же залишається князем Великого князівства Литовського.
Галичина входить до складу Польщі. Волинь належить Великому князівству Литовському. Московське князівство очолює Іван IV (до 1575).
На заході євразійських степів існують Казанське ханство, Кримське ханство, Астраханське ханство, Ногайська орда. Єгипет захопили турки. Шахом Ірану є сефевід Тахмасп I.
У Китаї править династія Мін. Значними державами Індостану є Імперія Великих Моголів, Біджапурський султанат, Віджаянагара. В Японії триває період Муроматі.
Триває підкорення Америки європейцями. На завойованих землях ацтеків існує віцекоролівство Нова Іспанія.

## Події
- Війна між Московією та Литвою завершилася підписанням миру на 5 років. За мирною угодою Москва поступилася литовцям Гомелем.
- Турки не змогли захопити Корфу, але флот Хайр ад-Дін Барбаросси відібрав у Венеції численні острови.
- 2 червня папа римський Павло III опублікував енцикліку Sublimis Deus, що проголошувала корінних жителів Нового світу розумними створіннями з душею, яких заборонено брати в рабство й грабувати.
- 24 червня Ігнатій Лойола і його послідовники з паризького Товариства Ісуса посвячені в духовний сан. Через три роки папа римський Павло III затвердить Товариство як Орден єзуїтів.
- Козімо I Медічі захопив владу в Флоренції після вбивства Алессандро Медічі.
- Густав I Ваза почав будувати Замок Гріпсгольм.
- Густав Ваза уклав угоду з Данією проти Ганзи.
- Король Шотландії Яків V одружився з донькою французького короля Мадлен.
- Дієґо де Альмаґро, повернувшись із походу до Чилі, зняв облогу Куско інками. Він заарештував братів Пісарро й проголосив себе губернатором Перу. Проте імператор Карл V Габсбург призначив губернатором Франциско Пісарро. Альмагро відмовився підкоритись.
- Манко Капак, відступивши від Куско, заснував нову імперію інків.
- Засновано місто Ресіфі у Бразилії.
- Засновано місто Асунсьйон.
- До Європи завезено картоплю. (приблизна дата)

## Народились
Докладніше: Народилися 1537 року

## Померли
Докладніше: Померли 1537 року
- 24 жовтня — У Лондоні на 28-у році життя померла Джейн Сеймур, третя дружина англійського короля Генріха VIII, котра 12 днів перед тим народила Генріху сина — спадкоємця престолу майбутнього короля Едуарда VI.